# Депортіво Сан-Хосе
«Депорті́во Сан-Хосе́» (ісп. «Club Deportivo San José») — болівійський футбольний клуб з Оруро. Заснований 19 березня 1942 року.

## Досягнення
- Чемпіон Болівії (2): 1995, 2007 К